# ヘント〜ウェヴェルヘム2010
ヘント〜ウェヴェルヘム2010(Gent–Wevelgem 2010)は、ヘント〜ウェヴェルヘムの72回目のレース。2010年3月28日に行われた。日本人では別府史之が出場したが序盤でクラッシュに巻き込まれた影響もありリタイヤに終わった。

## 結果
| 順位 | 選手名                   | 国籍           | チーム                                      | 時間          |
| ---- | ------------------------ | -------------- | ------------------------------------------- | ------------- |
| 1    | ベルンハルト・アイゼル   | オーストリア   | チーム・HTC - コロンビア                    | 5時間17分12秒 |
| 2    | セプ・ファンマルク       | ベルギー       | トップスポート・フラーンデレン - メルカトル | 同            |
| 3    | フィリップ・ジルベール   | ベルギー       | オメガファーマ・ロット                      | 同            |
| 4    | ジョージ・ヒンカピー     | アメリカ合衆国 | BMC・レーシングチーム                       | 同            |
| 5    | ダニエル・オッス         | イタリア       | リクイガス・ドイモ                          | +02秒         |
| 6    | ユルヘン・ルラントス     | ベルギー       | オメガファーマ・ロット                      | +07秒         |
| 7    | マクシム・イグリンスキー | カザフスタン   | アスタナ                                    | +51秒         |
| 8    | マティ・ブレシェル       | デンマーク     | チーム・サクソバンク                        | +1分01秒      |
| 9    | タイラー・ファーラー     | アメリカ合衆国 | ガーミン・トランジションズ                  | 同            |
| 10   | ルカ・パオリーニ         | イタリア       | アクア & サポーネ                           | 同            |